# Dia Mundial de l'Alimentació
El 16 d'octubre de cada any, se celebra el Dia Mundial de l'Alimentació, proclamat en 1979 per la Conferència de l'Organització de les Nacions Unides per a l'Agricultura i l'Alimentació (FAO). La seva finalitat és conscienciar als pobles del món sobre el problema alimentari mundial i enfortir la solidaritat en la lluita contra la gana, la desnutrició i la pobresa. El dia coincideix amb la data de fundació de la FAO en 1945.
El Dia Mundial de l'Alimentació (DMA) va ser establert per països membres de la FAO en la Reunió General de l'Organització número 20, al novembre de 1979. La delegació hongaresa, encapçalada pel Ministre d'Agricultura i Alimentació, Paul Romany va desenvolupar un actiu rol en la Sessió número 20 de la Conferència de la FAO, suggerint la idea de celebrar mundialment el DMA. Des de llavors s'ha desenvolupat cada any en més de 150 països, donant a conèixer els problemes darrere de la pobresa i la gana.

## Temes
Des del 18 de novembre de 1981, el Dia Mundial de l'Alimentació ha adoptat causes o temes cada any, amb la finalitat de destacar àrees necessitades de reformes socials.

| Any  | Causa |
| ---- | --- |
| 2015 | "Protecció social i agricultura per trencar el cicle de la pobresa rural"                                                      |
| 2014 | Agricultura Familiar: "Alimentar al món, cuidar el planeta" Arxivat 2018-04-13 a Wayback Machine.                              |
| 2013 | Sistemes alimentaris sostenibles per a la seguretat alimentària i la nutrició Arxivat 2017-12-23 a Wayback Machine.            |
| 2012 | Les cooperatives agrícoles alimenten al món Arxivat 2017-12-21 a Wayback Machine.                                              |
| 2011 | Preus dels aliments: de la crisi a l'estabilitat Arxivat 2017-12-21 a Wayback Machine.                                         |
| 2010 | Units contra la Gana Arxivat 2018-04-21 a Wayback Machine.                                                                     |
| 2009 | Aconseguir la seguretat alimentària en època de crisi Arxivat 2017-12-21 a Wayback Machine.                                    |
| 2008 | "La Seguretat Alimentària Mundial: el desafiament del canvi climàtic i de la bioenergia" Arxivat 2017-12-21 a Wayback Machine. |
| 2007 | Dret a l'alimentació |
| 2006 | Invertir en l'agricultura per aconseguir la seguretat alimentària                                                              |
| 2005 | Agricultura i diàleg de cultures                                                                                               |
| 2004 | La biodiversitat al servei de la seguretat alimentària                                                                         |
| 2003 | Treballar units en pro de l'Aliança Internacional contra la Gana                                                               |
| 2002 | L'aigua: font de seguretat alimentària                                                                                         |
| 2001 | Combatre la gana per reduir la pobresa                                                                                         |
| 2000 | Un mil·lenni sense gana |
| 1999 | La joventut contra la gana (veure pòster)                                                                                      |
| 1998 | La dona nodreix al món (veure pòster)                                                                                          |
| 1997 | Invertir en la seguretat alimentària (veure pòster)                                                                            |
| 1996 | Lluita contra la gana i la malnutrició (veure pòster)                                                                          |
| 1995 | Aliments per tots (veure pòster)                                                                                               |
| 1994 | L'aigua germen de la vida (veure pòster)                                                                                       |
| 1993 | La diversitat de la naturalesa: un patrimoni valuós (veure pòster)                                                             |
| 1992 | Alimentació i nutrició (veure pòster)                                                                                          |
| 1991 | L'arbre, font de vida (veure pòster)                                                                                           |
| 1990 | Aliments per al futur (veure pòster)                                                                                           |
| 1989 | Alimentació i medi ambient (veure pòster)                                                                                      |
| 1988 | La joventut rural (veure pòster)                                                                                               |
| 1987 | Els petits agricultors (veure pòster)                                                                                          |
| 1986 | Els pescadors i les seves comunitats (veure pòster)                                                                            |
| 1985 | Pobresa rural (veure pòster)                                                                                                   |
| 1984 | La dona en l'agricultura (veure pòster)                                                                                        |
| 1983 | La seguretat alimentària (veure pòster)                                                                                        |
| 1982 | L'alimentació: dret prioritari (veure pòster)                                                                                  |
| 1981 | L'alimentació: dret prioritari (veure pòster)                                                                                  |

## Dia Mundial de l'Alimentació
El 5 de desembre de 1990 l'Assemblea General de les Nacions Unides en la Resolució 35/70 acull amb beneplàcit l'observança del Dia Mundial de l'Alimentació.
| «                                                                        | Protecció social i agricultura per trencar el cicle de la pobresa rural Dia Mundial de l'Alimentació - 16 d'octubre de 2015 En els últims anys, al voltant de 150 milions de persones van sortir de la pobresa extrema gràcies a programes de protecció social. La protecció social existeix quan els governs estableixen polítiques i programes a fi de fer front a la vulnerabilitat ?per raons econòmiques, ambientals i socials? a la inseguretat alimentària i la pobresa. Per mitjà de transferències d'efectiu, vals, assegurances i contribucions en espècie, els programes de protecció social permeten augmentar els ingressos, realçar l'estatus i millorar les capacitats de les persones pobres i vulnerables. La protecció social ajuda a millorar l'accés de les persones a l'assistència sanitària i altres serveis socials, permetent-los així satisfer les seves necessitats i les dels seus familiars de forma sostenible. En absència de mecanismes de protecció social, les llars pobres, ja limitats per les seves dificultats per accedir als recursos i serveis, estan exposats al risc constant de la gana i la pobresa, especialment quan han d'enfrontar-se a crisi o pertorbacions de qualsevol tipus. La protecció social és essencial en aquests casos, perquè el suport econòmic o en espècie que proporciona impedeix que les persones sofreixin la gana a curt termini. A més, en estimular la producció, la protecció social promou una major estabilitat dels ingressos i capacitat per gestionar els riscos, i contribueix així a reduir la pobresa i la inseguretat alimentària a llarg termini. Per aquesta raó, la FAO ha intensificat els seus esforços per ajudar els governs i associats a incorporar la protecció social en les estratègies i polítiques nacionals de desenvolupament. El Dia Mundial de l'Alimentació constitueix una ocasió per dirigir l'atenció del món cap al paper crucial que exerceix la protecció social amb la intenció de l'erradicació de la pobresa i la gana. | » |
| — Organització de les Nacions Unides per a l'Alimentació i l'Agricultura | |   |

## Setmana Mundial de l'Alimentació
L'octubre de 2015, amb l'obertura del 42è període de sessions del Comitè de Seguretat Alimentària Mundial es va celebrar la Setmana Mundial de l'Alimentació. Els principals esdeveniments de la setmana inclouen "el llançament de la nova edició de la publicació insígnia de la FAO i la cerimònia del Dia Mundial de l'Alimentació del 2015, que tingué lloc a l'Exposició Universal de Milà el 16 d'octubre".

## Piràmide alimentaria
D'acord amb aquesta guia hi ha quatre grups alimentosos, tots els grups són igualment importants i no poden reemplaçar-se. No es recomana baixar més d'1 quilo a la setmana, normalment amb una dieta equilibrada es perd de 14 grams a 0.9 kg per setmana.
Els teus menús diaris han d'incloure el nombre de porcions que es recomana per al teu nivell d'activitat física, com s'explicarà més endavant. Tu decideixes els aliments que menges i com els cuines.

### Nivells de la piràmide: Fases alimentoses
Primera faseÉs la base de la piràmide, aquests aliments provenen de grans. Proveeixen carbohidrats i altres elements vitals. Aquí es troben les pastes, el blat de moro, els cereals, l'arròs, el pa, etc. És preferible que no es consumen en forma refinada. Per exemple la farina comuna blanca és refinada i no té el mateix valor nutritiu de la farina integral sense refinar.
Segona faseAquí es troben les plantes, els vegetals i les fruites. Són aliments rics en fibres, vitamines i minerals. Es deuen ingerir de 3 a 5 porcions de vegetals cada dia i 2 a 4 porcions de fruites.
Tercera faseEn aquest nivell es troben dos grups, la llet, els seus derivats i les carns. Aquí es troben aliments derivats de la llet com el iogurt, la llet i el formatge. També es troba el grup de proteïnes com la carn de pollastre, peix, fesols, llenties, ous, i nous. Són aliments rics en minerals essencials com el calci, el ferro i proteïnes. L'ideal és ingerir de 2 a 3 porcions d'aquests aliments al dia.
Quarta faseLa punta de la piràmide, això significa que d'aquest grup no hem de consumir molt. Els greixos, els olis, els postres i els dolços estan aquí. La crema, els refrescs gasosos (sodes), pastissos, rebosteria, els amaniments gasosos i begudes riques en sucres. Aquests aliments no proveeixen gairebé cap nutrient al nostre cos però són abundants en calories.la piràmides alimentosa és important en les nostres vides i l'ordre.